# Margaret Qualley
Margaret Qualley, rodným jménem Sarah Margaret Qualley, (* 23. října 1994, Kalispell, USA) je americká herečka. Je dcerou herečky Andie MacDowell a v mládí se věnovala baletu. Herecký debut zaznamenala v roce 2013 v dramatickém filmu Palo Alto a uznání si získala vedlejší rolí v dramatickém televizním seriálu Pozůstalí (2014–2017) stanice HBO.
Následně se objevila ve filmech jako Správní chlapi (2016), Death Note (2017) a Tenkrát v Hollywoodu (2019). Za roli Ann Reinking v životopisné minisérii Fosse/Verdonová (2019) stanice FX a titulní roli v dramatické minisérii Služka (2021) společnosti Netflix získala uznání kritiky a nominace na cenu Emmy.

## Filmografie

### Film
| Rok  | Název                      | Role                             | Poznámka                 | Reference   |
| ---- | -------------------------- | -------------------------------- | ------------------------ | ----------- |
| 2013 | Palo Alto                  | Raquel                           |                          |             |
| 2016 | Správní chlapi             | Amelia Kuttner                   |                          |             |
| 2017 | Jeptiška                   | Cathleen Harris                  |                          |             |
| 2017 | Sidney Hall                | Alexandra                        |                          |             |
| 2017 | Death Note                 | Mia Sutton / Kira                |                          |             |
| 2018 | Donnybrook: Muž proti muži | Delia Angus                      |                          |             |
| 2019 | Io                         | Samantha „Sam“ Walden            |                          |             |
| 2019 | Syn černého lidu           | Mary Dalton                      |                          |             |
| 2019 | Adam                       | Casey Freeman                    |                          |             |
| 2019 | Tenkrát v Hollywoodu       | Pussycat                         |                          |             |
| 2019 | Strange But True           | Melissa Moody                    |                          |             |
| 2019 | Seberg                     | Linette Solomon                  |                          |             |
| 2020 | Můj rok se Salingerem      | Joanna                           |                          |             |
| 2022 | Hvězdy v poledne           | Trish Johnson                    |                          |             |
| 2022 | Sanctuary                  | Rebecca                          | také výkonná producentka | [ 2 ] [ 3 ] |
| 2023 | Chudáčci                   | Felicity                         |                          | [ 4 ]       |
| 2024 | Panenky na útěku           | Jamie Dobbs                      |                          | [ 5 ]       |
| 2024 | Substance                  | Sue / Monstro Elisasue           |                          | [ 6 ]       |
| 2024 | Milé laskavosti            | Vivian / Martha / Ruth / Rebecca |                          | [ 7 ]       |

### Televize
| Rok       | Název                              | Role                     | Poznámka             |
| --------- | ---------------------------------- | ------------------------ | -------------------- |
| 2014–2017 | Pozůstalí                          | Jill Garvey              | hlavní role; 22 dílů |
| 2016      | Asesinato en el Hormiguero Express | sama sebe                | televizní speciál    |
| 2019      | Fosse/Verdonová                    | Ann Reinking             | minisérie; 5 dílů    |
| 2021      | Služka                             | Alexandra „Alex“ Russell | hlavní role; 10 dílů |

### Videoklipy
| Rok  | Píseň                    | Umělec       |
| ---- | ------------------------ | ------------ |
| 2017 | Sweet Sound of Ignorance | SoKo         |
| 2019 | For Your Eyes Only       | Cashmere Cat |
| 2019 | Emotions                 | Cashmere Cat |
| 2020 | Love Me Like You Hate Me | Rainsford    |